# Sulfolène
Le sulfolène, ou sulfone de butadiène, est un composé organique soufré de formule chimique C4H6SO2 résultant d'une cycloaddition 4+1 du butadiène H2C=CH–CH=CH2 et de dioxyde de soufre SO2. Il se présente sous la forme d'un solide combustible, cristallisé jaune clair et soluble dans l'eau.

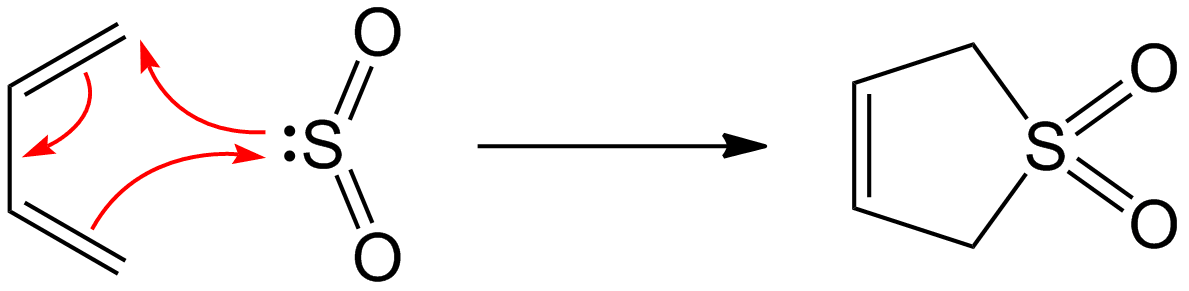
Cycloaddition 4+1 de et de donnant du sulfolène.

Dans l'industrie, le sulfolène est un précurseur du sulfolane, obtenu par hydrogénation sur le nickel de Raney ou d'autres catalyseurs plus performants ; le sulfolane est utilisé comme solvant dans le raffinage du pétrole et en pétrochimie pour isoler les hydrocarbures aromatiques d'un mélange d'hydrocarbures par extraction liquide-liquide ou pour éliminer des impuretés — H2S, CO2, COS, thiols — présents dans le gaz naturel.
Au laboratoire, il est utilisé comme source solide de butadiène par cycloaddition inverse ; cette réaction présente cependant l'inconvénient de libérer également du dioxyde de soufre, susceptible de provoquer des réactions parasites avec des substrats sensibles aux acides.
Le sulfone de butadiène accroît le rendement en fluorure de perfluorooctanesulfonyle obtenu par fluoration électrochimique d'environ 70 %. Il est très soluble dans le fluorure d'hydrogène et augmente la conductivité de la solution d'électrolyte. Dans cette application, il est fluoré par ouverture de cycle en fluorure de perfluorobutanesulfonyle, C4F9–SO2F.